# Lene Floris
Lene Breusch Floris (født 30. oktober 1957 i Søborg) er er mag.art. i europæisk etnologi fra Københavns Universitet og master of Public Governance fra Copenhagen Business School. Hun har siden 1. februar 2015 været direktør for Historie & Kunst under Københavns Kommunes Kultur- og Fritidsforvaltning.
I perioden 2008-2015 var hun vicedirektør i Nationalmuseet, med ansvar for museets Forsknings- og formidlingsafdeling.
Lene Floris har arbejdet i museumsverdenen siden 1987, hvor hun blev ansat som museumsinspektør for Frilandsmuseet/Nationalmuseet. I 1990 blev hun ansvarlig for Nationalmuseets formidling af Nyere tid, hvorefter hun fra 1997 til 2008 var direktør for Holbæk Museum. Hun er forfatter til adskillige bøger og artikler om museologi og kulturhistorie bl.a. om bevægelsen Bedre Byggeskik.
Lene Floris bestrider flere bestyrelsesposter, og i perioden 2003-2008 var hun bl.a. formand for Dansk Kulturhistorisk Museum og stod i spidsen for oprettelsen af Organisationen Danske Museer, hvis første formand hun var fra 2005-2008.
24. marts 2014 blev hun Ridder af Dannebrog.

## Eksterne kilder og henvisninger
1. ↑  Historie & Kunst Arkiveret 3. juni 2016 hos  Wayback Machine, Københavns Kultur- og Fritidsforvaltning.

- Kraks Blå Bog 2011-2012, ISBN 978-87-12-04650-9